# Сјај у очима (албум)
„Сјај у очима“ је једанаести студијски и четрнаести албум групе Парни ваљак, сниман и миксован у загребачком студију „Сим“. Албум је објављен 1988. године под издавачком лиценцом Југотон. Аутор свих песама је Хусеин Хасанефендић, осим баладе „Увијек кад останем сам“ која је обрада песме Драге Млинареца.
Хрватска издавачка кућа Croatia Records је 1996. године објавила реиздање овог албума.

## Списак песама
1. „Проклета недеља (што је иза облака)“ – 4:12
2. „Сјај у очима“ – 5:20
3. „Не, не, не!“ – 3:47
4. „Није помогло“ – 3:56
5. „Увијек кад останем сам“ – 3:25
6. „Моја је пјесма лагана“ – 4:15
7. „Одлазим“ – 4:37
8. „Можда сутра неће доћи“ – 5:50
9. „»Овце«“ – 3:43

## Обраде
„Проклета недјеља (што је иза облака)“ - „Звао сам је Емили“ (Здравко Чолић)